# Quincy-le-Vicomte
Quincy-le-Vicomte é uma comuna francesa na região administrativa da Borgonha-Franco-Condado, no departamento de Côte-d'Or. Estende-se por uma área de 19,11 km². Em 2010 a comuna tinha 209 habitantes (densidade: 10,9 hab./km²).